# Félix Milliaux
Félix Milliaux est un homme politique français né le 10 juillet 1861 à Auxerre (Yonne) et décédé le 25 juillet 1924 à Auxerre.

## Biographie
Avocat, il est vice-président du conseil de préfecture de 1888 à 1900. Il est conseiller général du canton d'Auxerre-Ouest de 1901 à 1924, maire d'Auxerre de 1912 à 1919 et député de l'Yonne de 1905 à 1924. Il est inscrit au groupe radical-socialiste.